# Проблеми з котами
«Котячі проблеми» — ілюстрована дитяча книжка, видана у 2021 році, автором якої є Джорі Джон, а художником — Лейн Сміт. Це кумедна історія про розпещеного домашнього кота. Джон і Сміт раніше вже співпрацювали над книжками «Проблеми пінгвіна» (2016) та «Проблеми жирафа» (2018).

## Відгуки критиків

### Текст
Книга Cat Problems отримала переважно схвальні оцінки від критиків, зокрема здобула відзнаку — зіркову рецензію від Booklist.
Письменницький стиль Джона отримав численні схвальні відгуки.
У Kirkus Reviews писали: «Нарікання та егоїзм кота передані дотепно, і хоча його сухуватий монолог» — який, за словами Люсінди Вайтгерст із Booklist, є «безжально кумедним» — «також викликає співчуття [...] Ті, хто має котів, з усмішкою впізнають знайомі хитросплетіння думок і комічні витівки персонажа».
Publishers Weekly відзначили: «Все це бурчання звучить настільки природно по-котячому, що неможливо не сміятися — або навіть не впізнати в цьому своє розкуто звільнене ід».
Дебора Стівенсон, оглядачка The Bulletin of the Center for Children's Books, написала: «Текст Джона дотепно відтворює типову котячу зміну настроїв — від байдужості до вимогливості з елементами руйнування [...], а саркастичний голос персонажа стане справжньою насолодою для читання вголос».
Також книжку було рецензовано у School Library Journal.

### Ілюстрації
Окремо критики відзначили ілюстрації Сміта, які Kirkus назвали «шаленими». Видання додало, що «нестандартне оформлення книжки підсилює візуальну привабливість: розташування тексту та використання вільного простору акцентують увагу, а багато розворотів подано у вигляді панелей для динамічного темпу; чимало слів і фраз оформлено різними шрифтами задля драматичного ефекту», зокрема «обтріпані кінці деяких літер у назві на суперобкладинці».
Вайтгерст із Booklist додала, що «фірмовий стиль Сміта передає кожну емоцію кота — через виразні очі, хвіст і поставу».
Наостанок, вона зазначила: «Останній кумедний штрих — біографії автора й ілюстратора, написані від імені котів Вільяма і Лулу, які живуть із Джоном і Смітом. Суцільне задоволення — навіть (а може, особливо?) для тих, у кого немає кота».

## Відзнаки
- Cat Problems потрапила до національного списку бестселерів IndieBound, а також була обрана до переліку IndieNext List за 2021 рік.[6]